# 笹倉明
笹倉 明（ささくら あきら、1948年11月14日 -）は、日本の小説家。タイ在住の上座部仏教の日本人比丘（僧侶）。比丘としての名前はプラ・アキラ・アマロー。
シンガーソングライター・レコーディング・エンジニア・スタジオ兼カフェのオーナーで内装職人の笹倉慎介は実子。

## 経歴
兵庫県西脇市生まれ。淳心学院高等学校、早稲田大学第一文学部文芸科卒業。広告代理店、フリーの雑誌記者等を経て、1980年、日本人青年の異国放浪を描いた『海を越えた者たち』（第4回すばる文学賞佳作入選）でデビュー。
1988年、『漂流裁判』で第6回サントリーミステリー大賞受賞。翌1989年、ジャパゆきさんによる殺人事件をテーマにした長編小説『遠い国からの殺人者』で第101回直木賞を受賞。幅広いジャンルに多くの著作がある。 
1991年、湾岸戦争への自衛隊派遣に抗議し、柄谷行人、中上健次、津島佑子、田中康夫らとともに『湾岸戦争に反対する文学者声明』を発表した。
その後「にっぽん実業家列伝」全5巻、2002年には原作・脚本を担当した映画『新・雪国』が封切られた。この映画では製作にも全面的にコミットしており、その経緯を『映画『新・雪国』始末記』としてまとめている。
2005年にタイへ移住。2016年にはチェンマイのパンオン寺で出家した。

## 著書
- 『海を越えた者たち』（集英社） 1981、のち文庫
- 『東京難民事件』（三省堂） 1983、のち集英社文庫
- 『天の誰かが好いていた』（集英社） 1984、のち改題文庫化『昭和のチャンプ たこ八郎物語』
- 『漂流裁判』（文藝春秋） 1988、のち文庫
- 『アムステルダム娼館街』（集英社文庫） 1989
- 『報復コネクション』（集英社） 1989
- 『悲郷』（講談社） 1989、のち文庫
- 『遠い国からの殺人者』（文藝春秋） 1989、のち文庫 - 第101回直木賞受賞
- 『別離の条件』（文藝春秋） 1990、のち文庫
- 『路上の幸福者 弁護士中町公一の事件簿』（集英社） 1990
- 『女性被害者』（文藝春秋） 1990、のち文庫
- 『異郷のマーテル』（集英社） 1991、のち改題文庫化『私を殺した男』
- 『女たちの海峡』（講談社） 1991、のち文庫
- 『ニッポン流学』（文藝春秋） 1991
- 『にっぽん国恋愛事件』（文藝春秋） 1992、のち文庫
- 『白いマンションの出来事』（文藝春秋） 1994
- 『砂漠の岸に咲け』（毎日新聞社） 1994
- 『愛をゆく舟』（幻冬舎） 1995
- 『超恋愛論 女が男を変える時代へ』（講談社） 1996
- 『中小企業がフィリピンで成功する法 “東洋の真珠"は熱くて美味しい』（プレジデント社） 1996
- 『推定有罪』（文藝春秋） 1996、のち岩波現代文庫
- 『アジア曼陀羅の海 変わりゆく異郷からの直言』（廣済堂出版） 1998
- 『最後の真実 「山下財宝」その闇の奥へ』（KSS出版） 1998
- 『'98W杯フランス大会サッカー漂流記 世界スポーツ大戦にみたもの』（廣済堂出版） 1998
- 『大鼎談 W大学文芸科創作教室番外編』（三田誠広, 岳真也、朝日ソノラマ） 1998
- 『新・雪国』（廣済堂出版） 1999、のち文庫
- 『ルアン 歳月』（毎日新聞社） 1999
- 『旅人岬』（日本放送出版協会） 1999
- 「にっぽん実業家列伝」（アイシーメディックス）
  1. 『聖書と旅した商人 (株)めぐみ堂代表取締役 西本誠一郎』 2000
  2. 『社長の出陣 羽柴観光小田川温泉(株)代表取締役 羽柴誠三秀吉』 2001
  3. 『生きもの芸人 日光でお猿を軍団にした男 日光猿軍団お猿の学校校長 間中敏雄』 2001
  4. 『事業に懲りない男に候 (株)ツカサ代表取締役 川又三智彦』 2003
  5. 『癒学への挑戦 無敵の龍となりて世界へ 内閣府認証NPO法人新東洋医学師協会理事長株式会社田井中整体院代表取締役会長 田井中圭一』 2005
- 『ほのおの保育物語 広岡キミヱの足跡と生涯』（作品社） 2002
- 『上海嘘婚の殺人』（祥伝社文庫） 2003
- 『映画『新・雪国』始末記』（論創社） 2003
- 『復権 池永正明、35年間の沈黙の真相』（文藝春秋） 2005
- 『愛闇殺』（早川書房） 2006
- 『彼に言えなかった哀しみ』（早川書房） 2007
- 『また会おう友よ故国よ 笹倉明のエッセイ・ワールド』（新日本文芸協会） 2010
- 『出家への道 苦の果てに出逢ったタイ仏教』（プラ・アキラ・アマロー名義、幻冬舎新書） 2019
- 『ブッダの教えが味方する 歯の2大病(歯周病＆虫歯)を滅ぼす法 - 病の正体を知って真因を消す』（プラ・アキラ・アマロー名義、河田克之共著、育鵬社） 2021
- 『ブッダのお弟子さん にっぽん哀楽遊行 タイ発 - 奈良や京都へ〈影〉ふたつ』（佼成出版社） 2023
- 『老作家僧のチェンマイ托鉢百景』（論創社） 2024